# Topcliffe
Topcliffe is een civil parish in het bestuurlijke gebied Hambleton, in het Engelse graafschap North Yorkshire met 1489 inwoners.